# The Very Best of Steely Dan: Reelin' In the Years
Albums de Steely Dan
A Decade of Steely Dan
(1985) Do It Again
(1987)
The Very Best of Steely Dan: Reelin' In the Years (1985) est une compilation de chansons du groupe de Jazz rock américain Steely Dan.

## Titres de l’album
Toutes les compositions sont de Walter Becker et Donald Fagen, sauf indication contraire
1. Rikki Don't Lose That Number (en) – 4:32
2. Reelin' in the Years (en) – 4:37
3. Kid Charlemagne – 4:38
4. Doctor Wu – 3:53
5. FM (No Static at All) (en) – 5:05
6. My Old School – 5:46
7. The Fez (Becker, Fagen, Paul Griffin) – 4:01
8. Do It Again – 5:56
9. Pretzel Logic (en) - 4:28
10. Any Major Dude Will Tell You - 3:05
11. Black Friday – 3:39
12. Show Biz Kids (en) - 5:21
13. Peg (en) - 3:56
14. Haitian Divorce – 5:50